# St. Andreas (Günzerode)

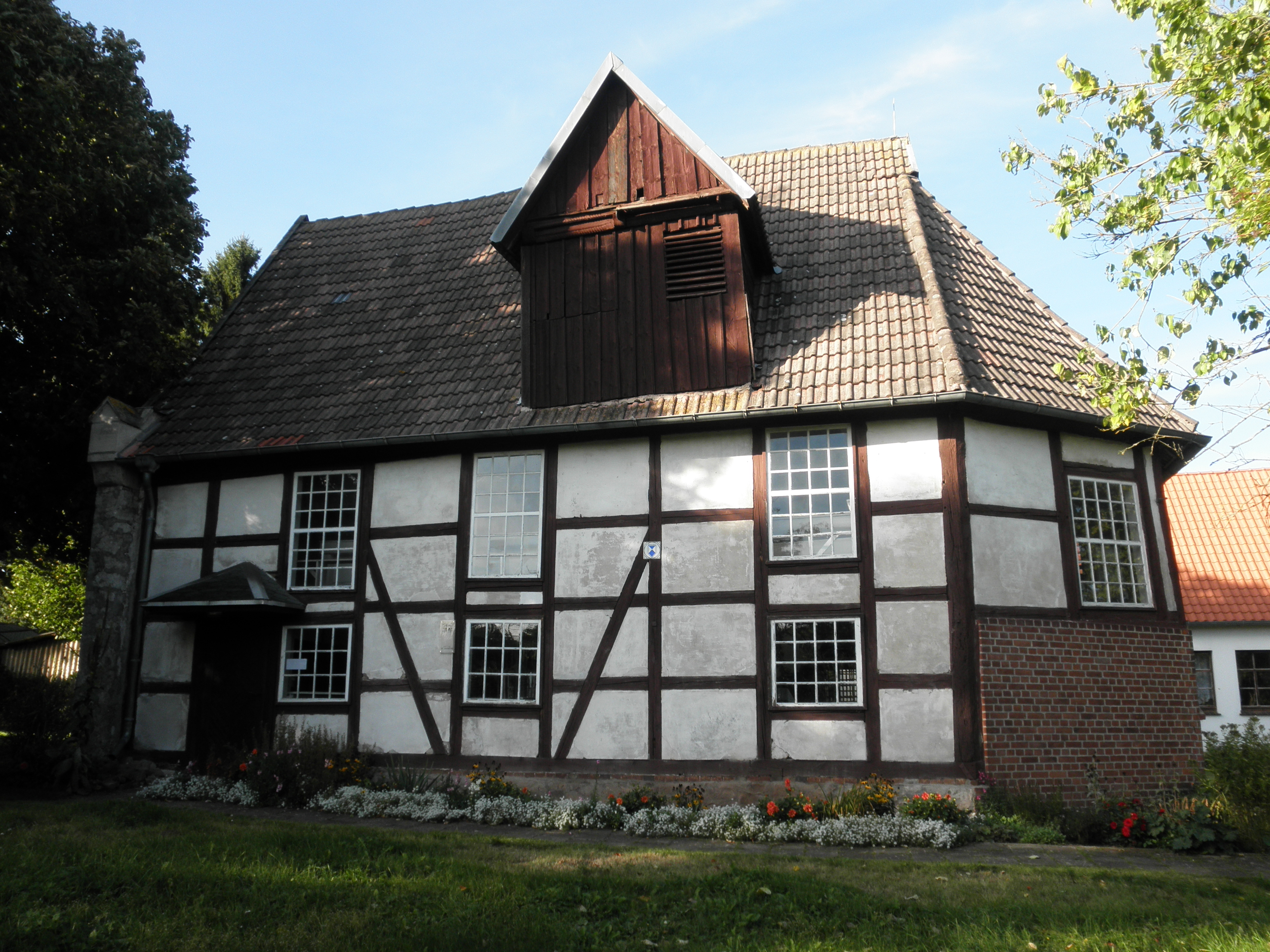
Die Kirche St. Andreas

Die evangelische Dorfkirche St. Andreas ist ein Baudenkmal im Ortsteil Günzerode der Gemeinde Werther im Landkreis Nordhausen in Thüringen.

## Geschichte
Der Ort, die Kirche und die Mühle gehörten bis 1790 als Eigentum zum ehemaligen Klosterhof Walkenried. Später wurde aus dem Klosterhof eine Domäne.
Die Kirche mit viereckigen Fenstern und einem Ziegeldach ist im Fachwerkstil erbaut worden. Der Emporenaufgang aus Holz befindet sich an der Nordseite. Der Turm wurde in der DDR-Zeit abgerissen. Die beiden Glocken läuten neben dem Gebäude in einem hölzernen Glockenstuhl.